# Detroit (filme)
Detroit (prt: Detroit; bra: Detroit em Rebelião) é um filme de drama estadunidense de 2017, dirigido por Kathryn Bigelow e escrito por Mark Boal. Baseado no incidente do motel Algiers durante o motim de 1967 em Detroit, o lançamento do filme comemorou o 50º aniversário do evento. O filme é estrelado por John Boyega, Will Poulter, Algee Smith, Jacob Latimore, Jason Mitchell, Hannah Murray, Kaitlyn Dever, Jack Reynor, Ben O'Toole, Nathan Davis Jr., Peyton Alex Smith, Malcolm David Kelley, Joseph David-Jones, com John Krasinski e Anthony Mackie.
Detroit estreou no Fox Theatre, em Detroit, em 26 de julho de 2017 e teve um lançamento limitado nos cinemas a partir de 4 de agosto de 2017. Recebeu críticas positivas, com elogios particulares à direção de Bigelow, ao roteiro de Boal e às atuações de John Boyega, Will Poulter e Algee Smith, mas foi um fracasso de bilheteria, arrecadando apenas US$ 26 milhões contra seu orçamento de US$ 34 milhões. Em Portugal, o filme estreou em 14 de setembro de 2017 e no Brasil, em 12 de outubro de 2017.

## Elenco
- John Boyega como Melvin Dismukes
- Will Poulter como David Senak
- Algee Smith como Larry Reed
- Jacob Latimore como Fred Temple
- Jason Mitchell como Carl Cooper
- Hannah Murray como Julie Ann Hysell
- Kaitlyn Dever como Karen Malloy
- Jack Reynor como Ronald August
- Ben O'Toole como Robert Paille
- Nathan Davis Jr como Aubrey Pollard, Jr.
- Peyton Alex Smith como Lee Forsythe
- Malcolm David Kelley como Michael Clark
- Joseph David-Jones como Morris
- John Krasinski como Norman Lippitt
- Anthony Mackie como Karl Greene
- Laz Alonso como John Conyers
- Ephraim Sykes como Jimmy
- Leon Thomas III como Darryl
- Gbenga Akinnagbe como Sr. Aubrey Pollard
- Chris Chalk como oficial Frank
- Jeremy Strong como Attorney Lang
- Austin Hébert como Subtenente Jack Roberts
- Miguel Pimentel como Malcolm

## Recepção
No Rotten Tomatoes, o filme tem uma classificação de aprovação de 83% com base em 277 críticas e uma classificação média de 7.6/10. O consenso crítico do site diz: "Detroit oferece uma dramatização estressante - e essencial - de um capítulo trágico do passado americano que traça paralelos angustiantes para o presente".